# 恭化郡
恭化郡，中国唐朝时设置的郡。
天宝元年（742年）改恭州置，治所在和集县（今四川省红原县南刷经寺镇）。辖境相当今四川省红原、黑水等县一带。乾元元年（758年）复为恭州。